# Extra Volume 1
Extra Volume 1 – album kompilacyjny niemieckiego zespołu industrialnego KMFDM, wydany 3 czerwca 2008 roku. Jest to pierwsza kompilacja  zawierająca utwory wcześniej wydane jedynie na singlach.

## Lista utworów
CD 1
1. "Sieg-Sieg" (Z-Records Version) - 6:57
2. "Don't Blow Your Top" (Adrian Sherwood Mix) - 5:02
3. "Disgust" (12” Mix) - 4:33
4. "Oh Look II" - 2:42
5. "Rip the System" - 3:34
6. "More & Faster" - 3:31
7. "Naff Off" - 4:17
8. "Virus" - 5:38
9. "M + F 244" (High & Geil) - 5:23 (oryginalny tytuł: "High & Geil")
10. "Godlike" - 6:34
11. "Friede" - 4:45
12. "Naïve" (My Life with the Thrill Kill Kult Remix) - 10:27 (oryginalny tytuł: "Naïve" (TKK Re-Mix))
13. "Naïve" (TKK Mix Edit) - 4:21 (oryginalny tytuł: "Naïve 1991" (TKK Remix-Edit))

CD 2
1. "Split" - 6:47
2. "Piggybank" (Shock Version) - 5:58
3. "Go to Hell" (Fearing & Burning) - 4:40
4. "Vogue" - 5:30
5. "Sex on the Flag" - 3:48
6. "Split" (Apart Version) - 4:28 (oryginalny tytuł: "Split-Apart")
7. "Split" (Mirrorball Mix) - 5:39
8. "Money" (Radio-Mix) - 3:53
9. "Bargeld" (Radio-Mix) - 4:02
10. "Money" (Cover-Charge-Mix) - 6:36
11. "Bargeld" (Rubber-Club-Dub) - 4:26
12. "Money" (Metal-Mix) - 5:58
13. "Bargeld" (Jezebeelzebuttfunk-Mix) - 5:46
14. "Money" (Death-Before-Taxes-Mix) - 3:09